# Alice Nordin
Alice Maria Nordin, 4 maj 1871 i Stockholm, död 26 maj 1948 i Stockholm, var en svensk skulptör och konsthantverkare.

## Biografi
Alice Nordin var dotter till snickarmästare August Nordin från Boge på Gotland. Hon var äldre syster till skulptören och grafikern Hjördis Nordin-Tengbom.
Hon fick sina konstnärliga impulser vid faderns ritbord redan som liten flicka. Hennes konstnärsdrift fortsatte under skoltiden och hon ritade porträtt som hon funnit i böcker och illustrerade tidningar. Porträtten såldes sedan till hugade spekulanter för 5 öre styck. Hon började på Tekniska skolan i Stockholm år 1896 när hon fyllt 15 år. Avsikten var då att utbilda sig till gravör. Hon gick även i lära hos gravören och professorn Adolf Lindberg under ett par år. För hennes fortsatta utveckling kom han att betyda mest för henne och på hans rekommendationer sökte hon sig till Fria Konstens Akademi. Hon utbildade sig på Kungliga Konstakademien i Stockholm 1890–1896 samt i Paris, Rom och Florens. Under ledning av professor John Börjeson vid Konstakademien intresserade hon sig för skulptur och den grekisk-romerska konsten.

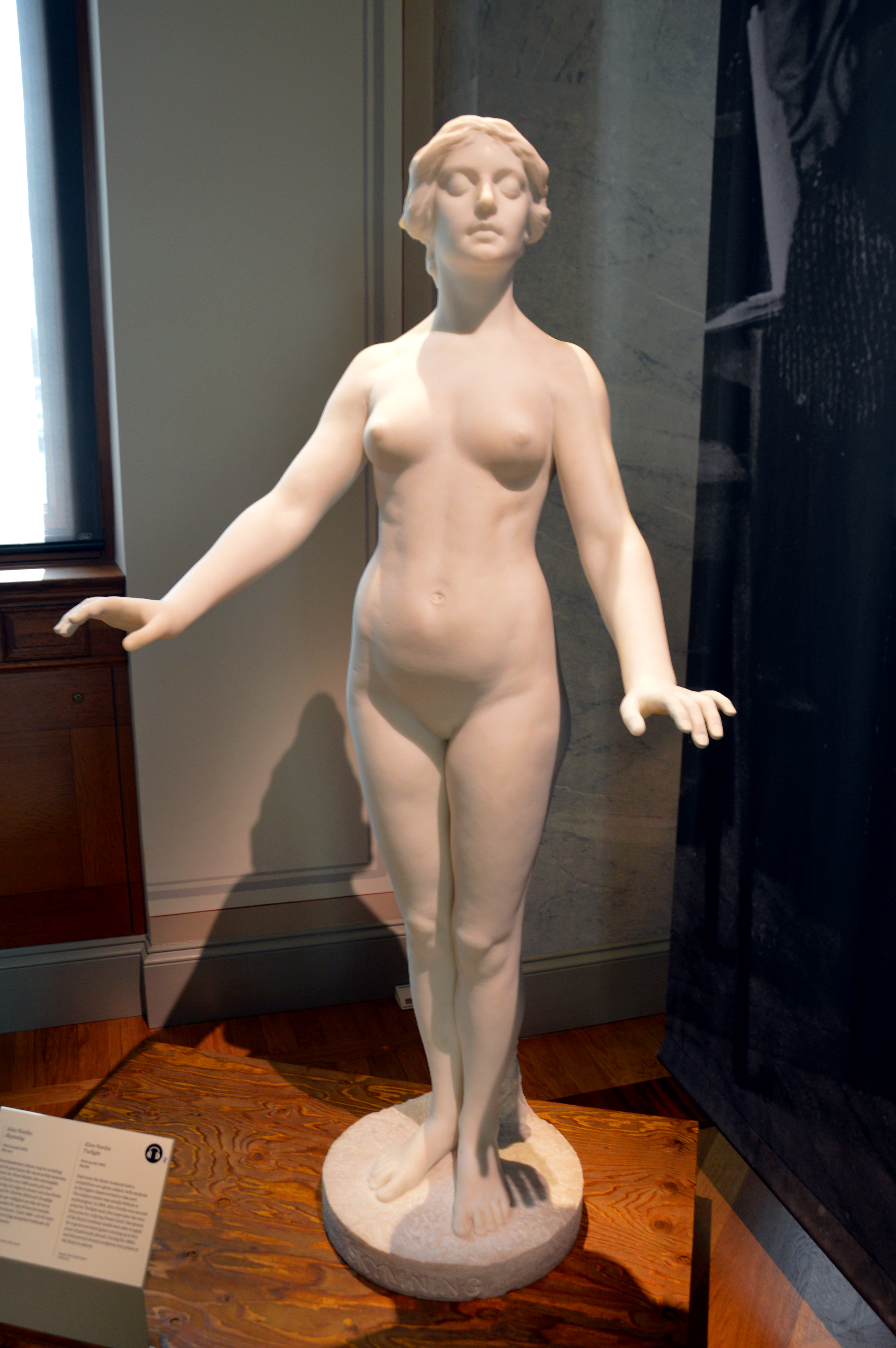
"Skymning" (1895).

Alice Nordin fick på våren 1895 den Herteliga Medaljen för statyn "Skymning" och två år senare den Kungliga Medaljen för dikten "En vårdröm". Till Kungliga Teaterns foajé utförde hon också 1897 de två karaktärsfulla porträttbysterna av Ludvig Norman och August Söder.
Hennes framgångar gav också ekonomiska resurser. Hon reste till Paris och vidare studier. I Paris inrättade hon sig i en ateljé vid Rue Delhambre och fick sin handledning av den kände franske skulptören Jean-Antoine Injalbert. År 1899 var hon tillbaka i Stockholm och hade då turen att få uppdraget att utsmycka konstnären och greven Georg von Rosens nya privathotell på Strandvägen. Georg von Rosen var professor vid Konstakademien 1880–1908. Nordin reste till Rom två år senare, år 1901, och där ordnade hon sig en ateljé vid Via Liguria. Två år senare 1901, reste Alice till Rom och ordnar sig en ateljé vid Via Liguria. I Rom blev hon också medlem i "Svenska Föreningen", där bland annat arkitekt Anders Lundberg och målaren Ebba von Koch ingick. Detta var hennes första besök i staden och hon stannade där i tre månader. Efter detta pendlade hon mellan Sverige, Frankrike, Italien och Spanien under några år.
Alice Nordin befann sig på tillfälligt besök i Sverige år 1905 och deltog i grundandet av Damernas egen Akademi med Selma Lagerlöf som ordförande. Det var en akademi som beskrevs ha "de yppersta representanterna för nutida Svenska kvinnoarbeten på skilda kulturområden". Akademien hade till uppgift att dela ut stipendier till "Belönande eller Främjande af någon förtjänstfull kvinnlig gärning". I kassan första året fanns 1 000 kronor.
Efter att ha tillbringat ytterligare några år i Frankrike och Italien återvände Alice Nordin år 1910 till sitt hem på Gamla Kungsholmsbrogatan i Stockholm. Under 1910-talet gjorde hon en del skulpturer i parian för Gustavsbergs porslinsfabrik. 1911 deltog hon i Sveriges första utställning för kvinnor. Utställningen ägde rum i Konstakademiens Salar i Konstnärshuset på Smålandsgatan 7 i centrala Stockholm och gick under namnet "Svenska Konstnärinnor".

## Verk
Alice Nordin är mest känd för porträttbyster, som bland annat finns på Operan och Dramaten i Stockholm, samt för sina skulpturer i parian, gips, brons och marmor. Hon ritade bland annat belysningsarmaturer för Arvid Böhlmarks Lampfabrik i Stockholm. Hon formgav allt från stora ljuskronor till bordklockor och askkoppar. Hennes föremål signerades "Alice Nordin", ofta ristat i godset.

## Utställningar
Nordin deltog i flera utställningar i Europa och USA, bland annat i Los Angeles 1932 med en byst av Mr G. Inför de Olympiska sommarspelen 1932 lyckades man med en utökad budget från Axel Ax:son Johnson att till Los Angeles skicka 53 verk av bland annat Alice Nordin samt Isaac Grünewald, Gösta von Hennigs, Bruno Liljefors, Anshelm Schultzberg, Carl Eldh, Simon Gate och David Wallin. Konstakademien hade fått en formell inbjudan och från Sveriges Olympiska Kommittés sida hade man respekterat det svenska beslutet att inte delta och erbjudit en budget för att tio målningar, tre skulpturer och en arkitekturmodell skulle skickas till olympiaden för utställning.

## Representerad
Nordin finns representerad vid Nationalmuseum i Stockholm och Kalmar konstmuseum.

## Offentliga verk i urval
- Herde och hind, brons, uppsatt 1937, utanför psykiatriska kliniken, Norra Hansegatan 4 i Visby
- Lekande barn, brons, 1912, Djurgården i Stockholm
- Minnesmärke på familjen Langlets gravplats vid Lerbo kyrka, Katrineholmsbygdens församling, Södermanland
- Dopfunt, brons, Sandhamns kapell
- Ariel i Sölvesborg
- Gabriel (1925), Högalidskyrkan i Stockholm
- Nausikaa (1930)

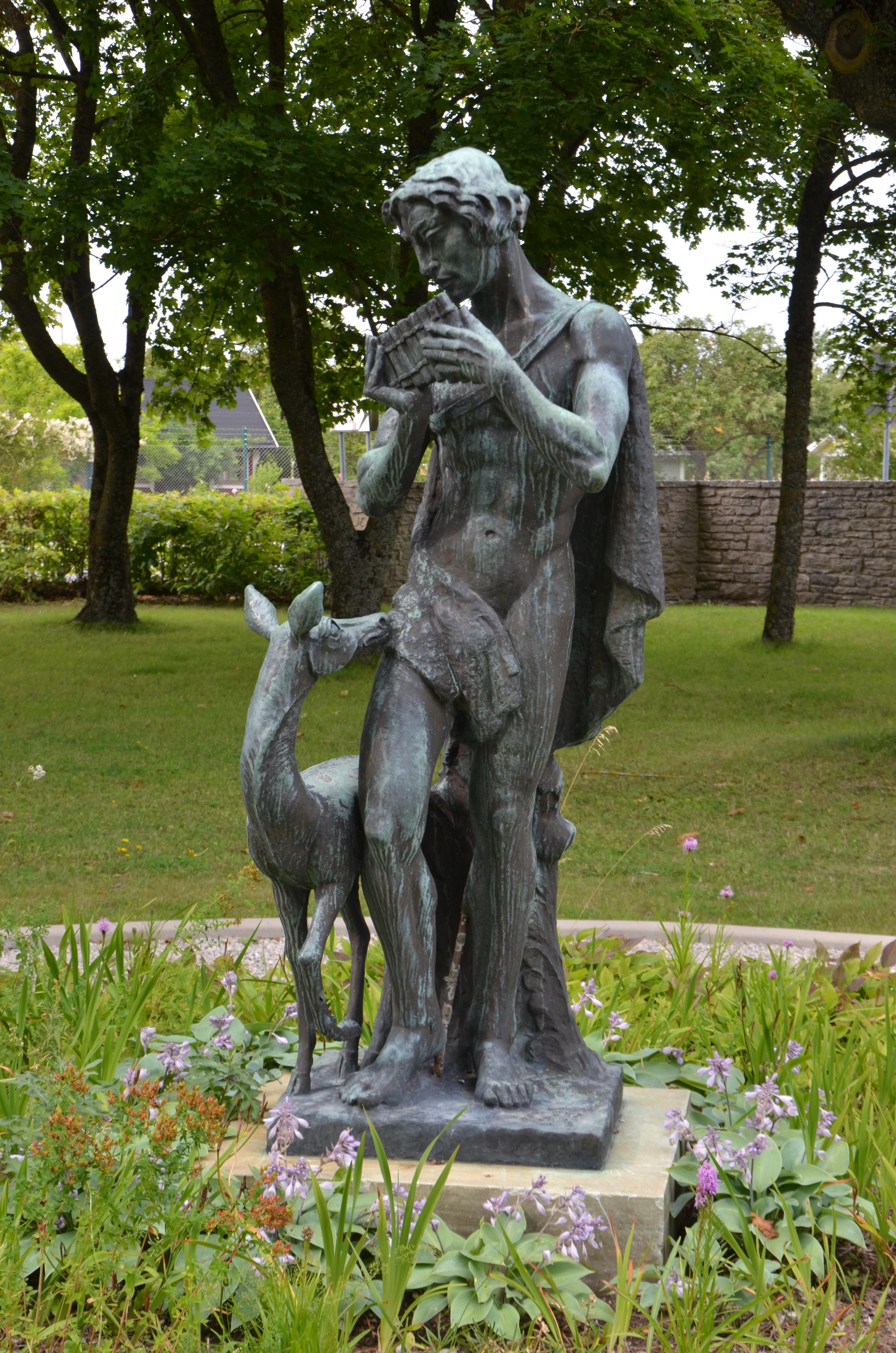
Herde med hind i Visby, Gotland.
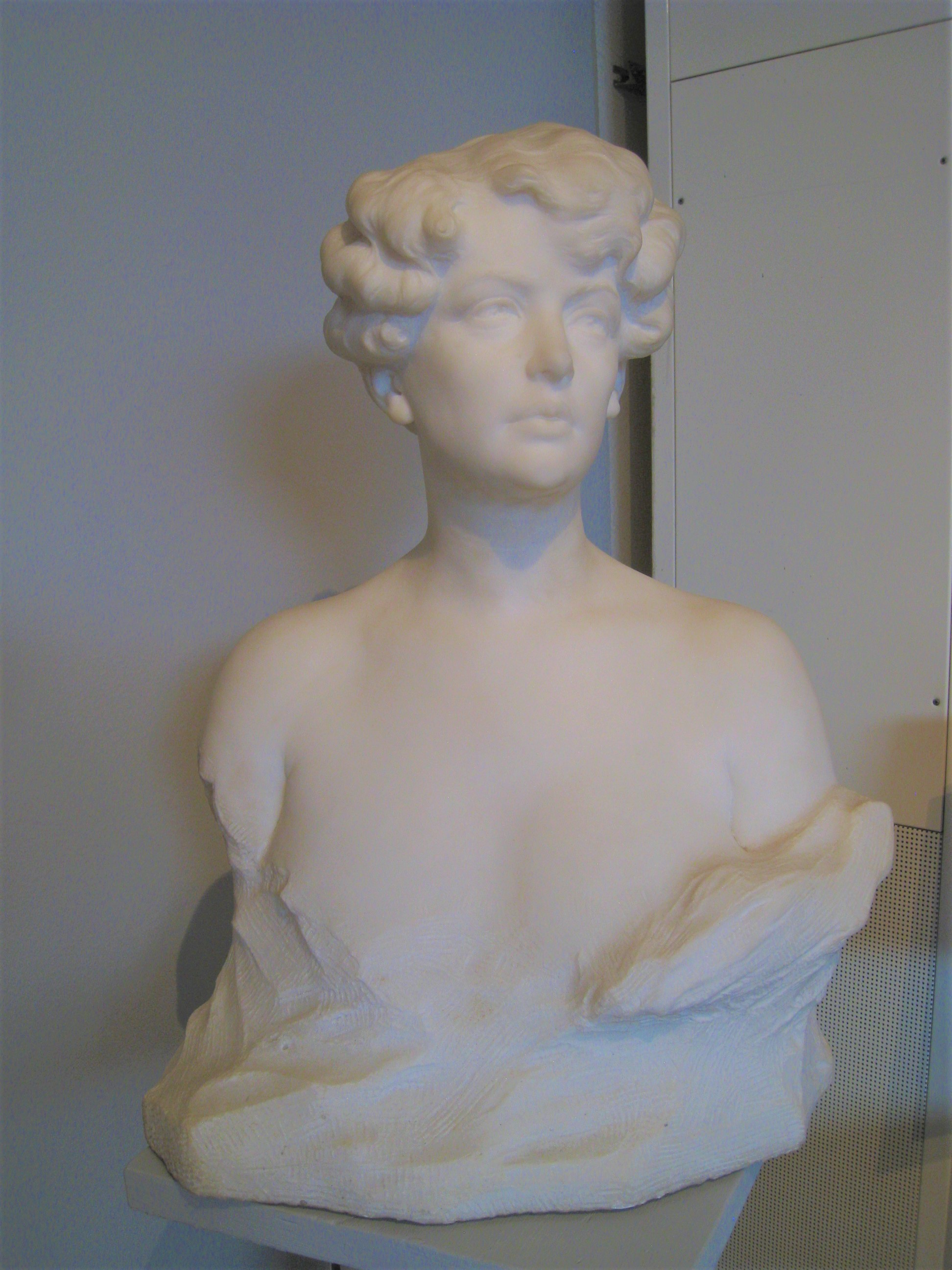
Friherrinnan Märtha Cederström, porträttbyst utförd av Alice Nordin, 1910. Carraramarmor, höjd 48 cm.

## Referenser

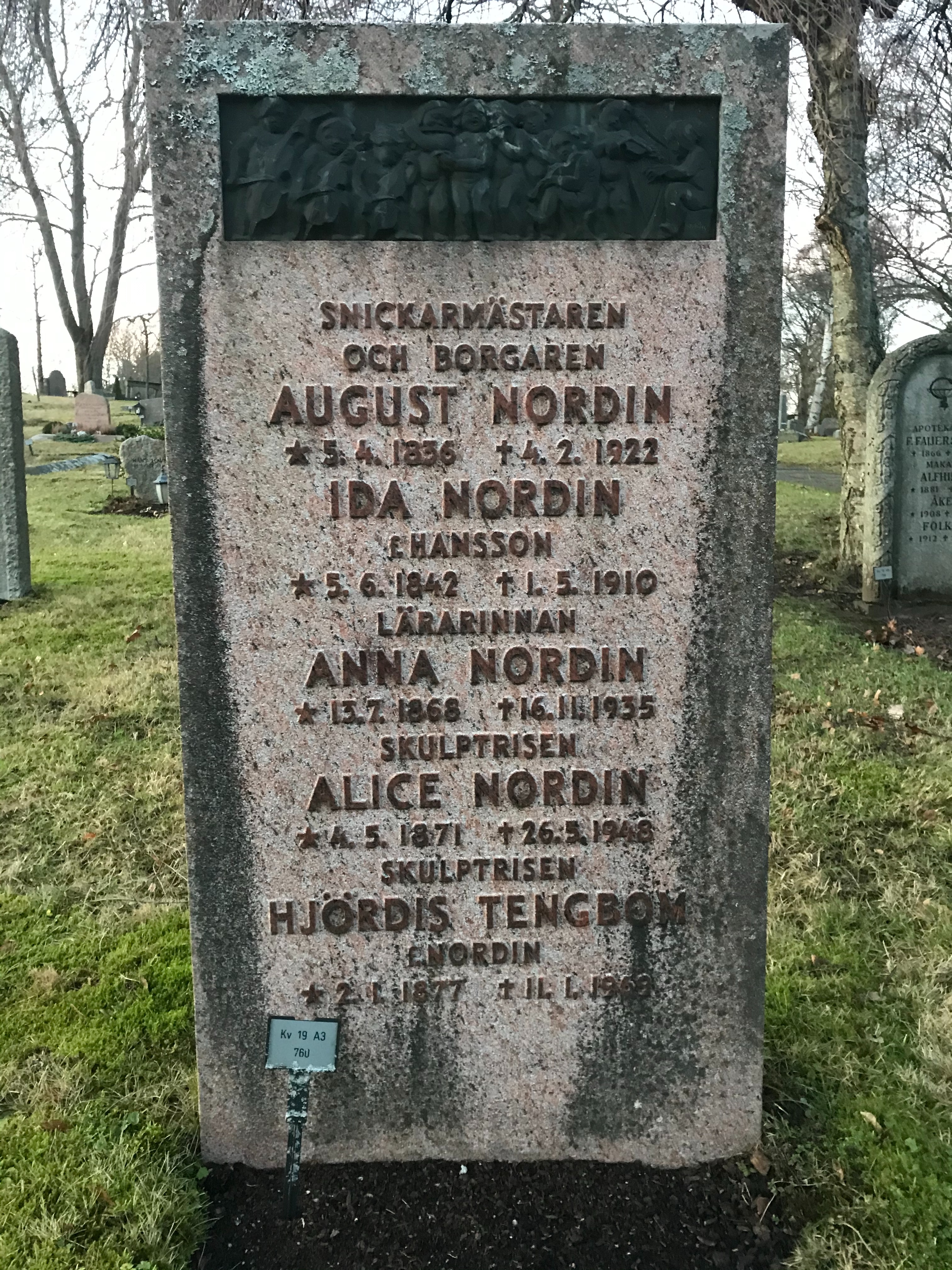
Alice Nordins grav på Norra begravningsplatsen.